# 天主教熱雷米教區
天主教熱雷米教區（拉丁語：Dioecesis Ieremiopolitana）是海地一個羅馬天主教教區，屬太子港總教區。
教區於1972年4月20日成立，2006年有教友450,645人，佔轄區總人口69.0%。教區下轄卅四個堂區，有六十名司鐸。現任教區主教為若瑟·貢特朗·德科斯特。